# Joan I de Chalon
Joan I de Chalon o més correctament Joan de Chalon I d'Auxerre (1243 - 1309) fou un noble francès senyor de Rochefort i de Chatelbelin. Era fill de Joan I el Savi, comte de Borgonya, de Chalon i d'Auxonne, i de la seva segona esposa Isabel de Courtenay-Champigneulles (la descedència de la primera esposa va heretar els dominis paterns).
Es va casar a Lantenay l'1 de novembre de 1268 amb Alix de Borgonya-Auxerre, comtessa d'Auxerre i fou anomenat Joan I d'Auxerre. Van tenir un sol fill:
- Guillem de Chalon-Auxerre (1269, † 1304), comte d'Auxerre a la mort de la mare (1290)

Joan va administrar Auxerre des de 1268 fins a 1290. Llavors el fill Guillem ja era major d'edat i va agafar ell mateix el control del govern però va morir abans que el seu pare, que va tornar a agafar el control del comtat en nom del seu net Joan II de Chalon (o més correctament Joan de Chalon II d'Auxerre) que aleshores tenia uns 12 anys. El 1308 Joan II va heretar el comtat de Tonnerre de la seva bestia, Margarida de Borgonya-Tonnerre, morta sense fills, i Joan de Chalon I d'Auxerre va agafar també el control d'aquest comtat (com a Joan de Chalon I de Tonnerre) però va morir un any més tard, abans del 10 de novembre de 1309